# Pootle
Pootle — вільне програмне забезпечення для автоматизованого перекладу, написане мовою програмування Python. Pootle спочатку розробили в Translate.org.za та випустили у 2004 році. Крім того, це ПЗ розвивалося як частина проєкту WordForge і зараз підтримується у Translate.org.za.
Pootle призначено для використання перекладачами вільного ПЗ, але придатне до вживання і в інших випадках. Його основною ціллю є локалізація у протилежність перекладу документів. Воно використовує інструментарій для перекладів (Translate Toolkit) для маніпулювання файлами перекладів, той же інструментарій можливо використовувати і для перекладів Mozilla Firefox та OpenOffice.org.
Можливості Pootle включають пам'ять перекладів, управління глосарієм та зіставлення, утворення цілей та керування користувачами.
Це ПЗ може грати різні ролі у перекладальному процесі, — від найпростішої, коли показується статистика для тіл перекладів, що гостяться на сервері. Його режим пропозицій дасть користувачам змогу робити пропозиції/виправлення щодо перекладу для огляду пізніше, і це може розглядатися як свого роду система звітування про недоліки. Також можна робити онлайновий переклад із призначенням робіт певним перекладачам, а пізніше це може діяти як система управління, коли перекладачі роблять переклади з допомогою автономних інструментів і використовують Pootle як засіб управління технологічним процесом перекладу.

## Історія
Pootle вперше розробив Девід Фрейзер (David Fraser), коли він працював для Translate.org.za у проєкті, запущеному CATIA. Перша офіційна версія вийшла у грудні 2004 року, хоча вона й була використана у внутрішньому проєкті Translate@thons у Translate.org.za.
Ім'я Pootle є акронімом — PO-based Online Translation / Localization Engine, але також це також герой дитячої програми BBC — The Flumps.
У 2006 році Translate.org.za випустили декілька версій Pootle та надалі розвивався проєкт WordForge, що був розпочатий Інститутом відкритого суспільства та Міжнародним центром дослідження та розвитку. При цьому було додано керування XLIFF-файлами та інфраструктура для технологічного процесу перекладу. Багато хто з цих можливостей і з'явилися у версії 1.0. У Pootle зацікавилися проєкти Debian, One Laptop per Child та OpenOffice.org, котрі зараз тестують Pootle.

## Філософія проєкту
Pootle проєктувався як інструмент вебперекладів з використанням інструментарію перекладів (Translate Toolkit). При цьому йде звертання напряму до файлів перекладу без основного шару бази даних. Це часто вважається вузьким місцем щодо продуктивності, але метою проєкту було нашарування перекладів та управління на основі існуючих файлів. Файли перекладу розглядаються як документи і обробляються як такі.
Ціллю Pootle ніколи не було замінити існуючі процеси, але радше вдосконалити їх. При взаємодії з системами керування версій є можливість передавати зміни безпосередньо в основний проєкт замість підтримки паралельної системи за межами проєкту.
Це безкоштовне програмне забезпечення і заохочується, щоб проєкти використовували свій власний сервер Pootle, щоб дати змогу їхній спільноті проводити локалізацію.

## Підтримка форматів джерельних документів
Інструментарій перекладів (Translate Toolkit) забезпечує конвертування зі своїх внутрішніх форматів у такі: Файли .properties у Java та Mozilla, Файли SDF від OpenOffice.org, HTML, текст, XLIFF та Gettext PO.
Pootle безпосередньо працює безпосередньо на PO файлах Gettext або файлах XLIFF (починаючи з версії 1.0).

## Можливості
- Пам'ять перекладів — створюється автономним інструментом
- Глосарій — живий глобальний глосарій та глосарій на проєкт
- Цілі — встановлення цілей та додавання користувачів до цілей
- Статистика — підрахунок слів та статистика по рядках
- Пропозиції — можливість робити пропозиції, дозволяючи, таким чином, сторонню участь та звітування про помилки
- Керування версіями — оновлення чи передачу одразу до системи керування версіями
- Керування користувачами — призначення різноманітних прав користувачам
- Інтерфейс перекладу — виконання онлайн перекладу та огляд
- Перевірки — виконання понад 40 перевірок на якість перекладу